# 공주 가척리 석탑
공주 가척리 석탑(公州 加尺里 石塔)은 대한민국 충청남도 공주시, 청림사의 절터로 전하는 곳에 있는 석탑이다. 1982년 12월 31일 충청남도의 유형문화재 제98호로 지정되었다.

## 개요
청림사의 절터로 전하는 곳에 이 탑이 서 있다. 석탑은 전체의 무게를 받치는 기단(基壇)을 2층으로 쌓고, 3층의 탑신(塔身)을 올렸는데, 원래는 5층이었을 것으로 추정된다. 규모는 비교적 작은 크기이며, 각 부분이 일부 깨져 있다. 기단은 아래층과 윗층의 맨윗돌이 탑신에 비해 지나치게 커보여 비례가 잘 맞지 않는다. 탑신의 각 지붕돌은 얇고 작으며 밑면에 3단의 받침을 두었다. 낙수면은 느린 경사를 이루다 네 귀퉁이에서 살짝 솟아올라 곡선미를 보여준다.
길고 가는 탑신, 지나치게 넓은 기단 등 균형미는 없지만 이 지방만의 독특한 양식을 보여주고 있어, 고려시대의 작품으로 추측된다.

## 현지 안내문
이 탑은 청림사 터에 있는 고려시대 석탑이다. 기초가 안정되어 있지 않아 옮긴 듯 하나 부분재료는 비교적 잘 갖추어져 있다. 지붕돌이 얇고 작으며 몸쳇돌이 길고 가는 소형의 3층 석탑이다. 이 부근에는 고려시대 기와조각과 건물의 주춧돌, 스님의 사리를 모시는 부도가 남아 있어 절의 규모를 짐작하게 한다.
이 탑의 양식은 백제 및 신라 석탑 양식의 영향을 받은 것으로 보이며, 균형과 비례가 잘 어울리지 않는 점에서 이 지방의 독특한 양식을 보여주고 있다.

## 참고 자료
- 공주가척리석탑 - 국가유산청 국가유산포털